# جورجينا ريتش
جورجينا ريتش (بالإنجليزية: Georgina Rich)‏ هي ممثلة بريطانية، ولدت في 1976.

## وصلات خارجية
- جورجينا ريتش على موقع IMDb (الإنجليزية)
- جورجينا ريتش على موقع قاعدة بيانات الفيلم (الإنجليزية)